# Mesitiinae
Mesitiinae (лат.) — подсемейство мелких ос-бетилид. Крылья с сильно редуцированным жилкованием. Паразитоиды личинок жуков. Старый Свет

## Распространение
В настоящее время Mesitiinae известны из теплых регионов Старого Света, охватывающих все четыре его зоогеографические области: Афротропический (включая Мадагаскар), Австралийский, Ориентальный и Палеарктический. Вид Australomesitius mirus Barbosa & Azevedo, 2006, единственный вид семейства, когда-либо зарегистрированный в Австралии. В распределении родов Mesitiinae, можно отметить очевидную связь раннедивергентных родов (например, родов Bradepyris и Moczariella) с Палеарктическим регионом. Кроме того, тринадцать из девятнадцати родов Mesitiinae имеют виды, зарегистрированные в Палеарктическом регионе. Из оставшихся шести родов Australomesitius является эндемиком Австралии, Pilomesitius — эндемиком Мадагаскара, а остальные четыре рода зарегистрированы в Ориентальном и Афротропическом регионах.

## Описание
Мелкие осы-бетилиды. Метасомальный сегмент II отчётливо длиннее последующих; метапектально-проподеальный комплекс вдавлен медиально, обычно с заднебоковыми шипами; тело обычно сильно ямчатое. Метанотум не выступает медиально и не перекрывает мезоскутеллум сзади. Крылья с сильно редуцированным жилкованием, в переднем крыле отсутствует жилка Rs+M. Паразитоиды личинок жуков-листоедов.

## Классификация
Включает около 20 родов, более 180 видов. Таксон был впервые описан в 1914 году в качестве трибы Mesitiini подсемейства Bethylinae (Kieffer 1914), которая была возведена в ранг отдельного подсемейства в 1928 году (Berland 1928). В 2003 году (Argaman 2003) в обзоре подсемейства Mesitiinae оно было разделено на 4 трибы: Domonkosini, Heterocoeliini, Mesitiini и Triglenusini. Однако позднее это деление было отвергнуто. Триба Triglenusini была признаны как парафилетическая, а Domonkosini, Heterocoeliini и Mesitiini как полифилетические. Монофилия Mesitiinae подтверждена несколькими исследованиями.
- Anaylax Móczár, 1970
- Australomesitius Barbosa & Azevedo, 2006
- Brachymesitius Barbosa et al., 2022[1]
- Bradepyris Kieffer, 1905
- Clytrovorus Nagy, 1972
- Codorcas Nagy, 1972
- Domonkos Argaman, 2003
- Gerbekas Argaman, 2003
- Hadesmesitius Barbosa, 2022[1]
- Heterocoelia Dahlbom, 1854[5]
- Incertosulcus Móczár, 1970[6]
- Mesitius Spinola, 1851
- Metrionotus Móczár, 1970[7]
- Moczariella Barbosa & Azevedo, 2014[8]
- Parvoculus Móczár, 1970[9]
- Pilomesitius Móczár, 1970
- Pseudomesitius Duchaussoy, 1916
- Pycnomesitius Móczár, 1971[10]
- Sulcomesitius Móczár, 1970[7]
- Zimankos Argaman, 2003[5]